# Dassault MD 454 Mystère IV
MD 454 Mystère IV ((fransk): mysterium, gåde) er et fransk militærfly produceret af Dassault.

## Brugere
- Frankrig
- Indien
- Israel